# Kajakarstwo na Letnich Igrzyskach Olimpijskich 2016 – K-1 1000 m mężczyzn
K-1 1000 metrów mężczyzn to jedna z konkurencji w kajakarstwie klasycznym rozgrywanych podczas Letnich Igrzysk Olimpijskich 2016. Kajakarze rywalizowali między 15 a 16 sierpnia na torze Lagoa Rodrigo de Freitas.

## Terminarz
Wszystkie godziny są podane w czasie brazylijskim (UTC-03:00)
| Data             | Godzina |            |
| ---------------- | ------- | ---------- |
| 15 sierpnia 2016 | 09:06   | Eliminacje |
| 15 sierpnia 2016 | 10:21   | Półfinały  |
| 16 sierpnia 2016 | 09:04   | Finały     |

## Wyniki

### Eliminacje
Pięciu najlepszych kajakarzy z każdego biegu plus najszybszy z szóstego miejsca awansowało do półfinałów.
Bieg 1
| Pozycja | Zawodnik            | Czas     | Uwagi |
| ------- | ------------------- | -------- | ----- |
| 1       | René Holten Poulsen | 3:35.722 | Q     |
| 2       | Peter Gelle         | 3:36.342 | Q     |
| 3       | Adam van Koeverden  | 3:37.212 | Q     |
| 4       | Rafał Rosolski      | 3:37.700 | Q     |
| 5       | Bálint Kopasz       | 3:38.011 | Q     |
| 6       | Mirosław Kirczew    | 3:39.363 |       |
| 7       | Fabio Wyss          | 3:41.985 |       |

Bieg 2
| Pozycja | Zawodnik          | Czas     | Uwagi |
| ------- | ----------------- | -------- | ----- |
| 1       | Josef Dostál      | 3:35.342 | Q     |
| 2       | Murray Stewart    | 3:36.210 | Q     |
| 3       | Cyrille Carre     | 3:36.322 | Q     |
| 4       | Dejan Pajić       | 3:36.884 | Q     |
| 5       | Roman Anoszkin    | 3:37.296 | Q     |
| 6       | Alberto Ricchetti | 3:37.610 |       |
| 7       | Ilja Golendow     | 3:37.953 |       |

Bieg 3
| Pozycja | Zawodnik           | Czas     | Uwagi |
| ------- | ------------------ | -------- | ----- |
| 1       | Fernando Pimenta   | 3:33.410 | Q     |
| 2       | Max Hoff           | 3:33.585 | Q     |
| 3       | Marcus Walz        | 3:33.786 | Q     |
| 4       | Aleksiej Mochałow  | 3:34.469 | Q     |
| 5       | Artuur Peters      | 3:34.781 | Q     |
| 6       | Mohamed Ali Mrabet | 3:35.084 | Q     |
| 7       | Marty McDowell     | 3:39.588 |       |

## Półfinały
Czterech najszybszych kajakarzy z każdego półfinału awansowało do finału. Pozostali awansowali do finału B.
Półfinał 1
| Pozycja | Zawodnik            | Czas     | Uwagi |
| ------- | ------------------- | -------- | ----- |
| 1       | Murray Stewart      | 3:32.602 | FA    |
| 2       | Fernando Pimenta    | 3:33.420 | FA    |
| 3       | Marcus Walz         | 3:33.781 | FA    |
| 4       | René Holten Poulsen | 3:34.344 | FA    |
| 5       | Bálint Kopasz       | 3:34.772 |       |
| 6       | Adam van Koeverden  | 3:36.230 |       |
| 7       | Artuur Peters       | 3:37.586 |       |
| 8       | Dejan Pajić         | 3:48.158 |       |

Półfinał 2
| Pozycja | Zawodnik           | Czas     | Uwagi |
| ------- | ------------------ | -------- | ----- |
| 1       | Roman Anoszkin     | 3:34.833 | FA    |
| 2       | Max Hoff           | 3:36.136 | FA    |
| 3       | Peter Gelle        | 3:36.193 | FA    |
| 4       | Josef Dostál       | 3:36.384 | FA    |
| 5       | Aleksiej Mochałow  | 3:36.968 |       |
| 6       | Cyrille Carre      | 3:38.115 |       |
| 7       | Rafał Rosolski     | 3:38.379 |       |
| 8       | Mohamed Ali Mrabet | 3:43.145 |       |

## Finały

### Finał B
| Pozycja | Zawodnik           | Czas     | Uwagi |
| ------- | ------------------ | -------- | ----- |
| 1       | Adam van Koeverden | 3:31.872 |       |
| 2       | Bálint Kopasz      | 3:32.392 |       |
| 3       | Artuur Peters      | 3:33.521 |       |
| 4       | Aleksiej Mochałow  | 3:34.807 |       |
| 5       | Cyrille Carre      | 3:36.606 |       |
| 6       | Rafał Rosolski     | 3:39.021 |       |
| 7       | Dejan Pajić        | 3:40.502 |       |
| 8       | Mohamed Ali Mrabet | 3:45.122 |       |

### Finał A
| Pozycja | Zawodnik            | Czas     | Uwagi |
| ------- | ------------------- | -------- | ----- |
| złoto   | Marcus Walz         | 3:31.447 |       |
| srebro  | Josef Dostál        | 3:32.145 |       |
| brąz    | Roman Anoszkin      | 3:33.363 |       |
| 4       | Murray Stewart      | 3:33.741 |       |
| 5       | Fernando Pimenta    | 3:35.349 |       |
| 6       | René Holten Poulsen | 3:36.840 |       |
| 7       | Max Hoff            | 3:37.581 |       |
| 8       | Peter Gelle         | 3:40.691 |       |